# Dahlia
Dahlia is een plantengeslacht uit de composietenfamilie (Asteraceae). Het geslacht omvat een tiental soorten, die wild voorkomen van Mexico tot Colombia.
De oorspronkelijke dahlia's zijn kale, opgaande, overblijvende kruiden met langwerpige, knolachtige wortels. De bladeren zijn zeer verschillend van soort tot soort. Oorspronkelijk kweekte men de knollen om deze te eten, tot men naliet de knollen te rooien en de planten begonnen te bloeien. De eetbare knollen werden zo sierplanten.

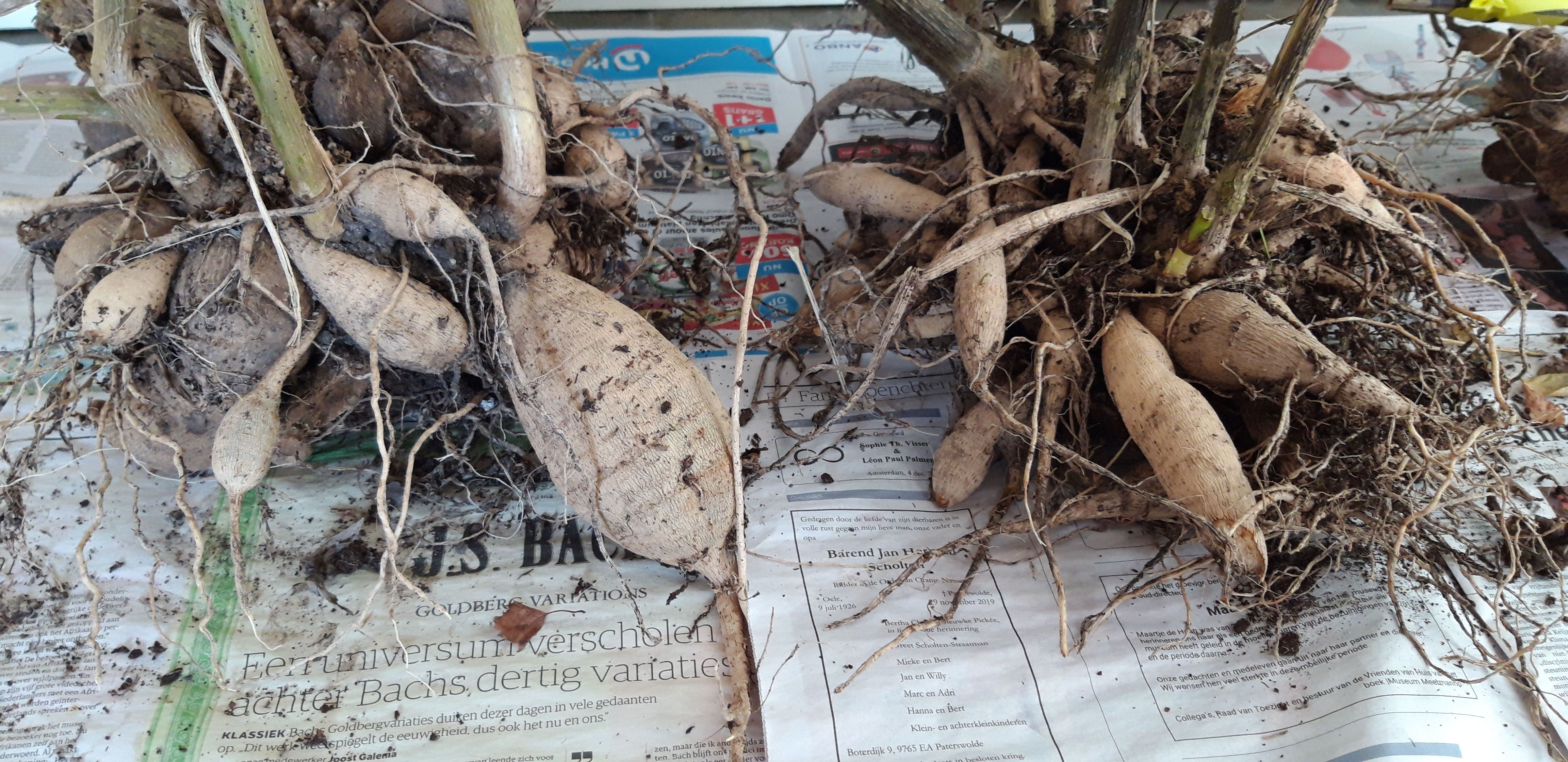
Opgegraven knollen van enkele jaren oud

De gekweekte dahlia's zoals wij die kennen, zijn vrijwel zonder uitzondering hybriden. De dahlia's werden in 1872 in Nederland geïntroduceerd. Er bestaan minstens 20.000 variëteiten.
Voornaamste cultivargroepen zijn :
- enkelvoudige (mignon)
- anemoonbloemige
- halskraagdahlia
- waterleliedahlia
- decoratieve dahlia
- pompondahlia
- cactusdahlia
- semi-cactusdahlia
- en diverse kleinere groepen zoals:
  - de orchideebloemige dahlia
  - pioenbloemige dahlia
  - sterdahlia

De botanische naam Dahlia is een eerbetoon aan de Zweedse botanicus Andreas Dahl, een leerling van Carl Linnaeus.
Om de dahlia's te kunnen handhaven in het Nederlandse klimaat moeten de knollen voordat de vorst inzet opgegraven worden en op een koele, donkere plaats worden bewaard. In het voorjaar kunnen de knollen in huis worden voorgetrokken. Na de ijsheiligen, als het zeker niet meer gaat vriezen, kunnen de dahlia's weer buiten worden geplant.

## Zwarte dahlia
Zwarte dahlia's zijn zeldzaam. Door de activiteit te meten van de eiwitten die instaan voor de aanmaak van pigment, en van de genen die verantwoordelijk zijn voor de kleur, konden Oostenrijkse wetenschappers ontdekken welke factoren er een rol spelen bij de zwarte dahlia's. De conclusie luidt: een hoge concentratie aan anthocyanine.
Zwarte variëteiten:
- Black Barbara
- Arabian Night
- Karma Choc
- Tisa
- Gipsy Night

## Dahliacorso's
Dahlia's worden in Nederland (maar ook in andere landen) in grote mate gebruikt voor dahliacorso's. Nederland telt ruim twintig dahliacorso's die de bloemen gebruiken om de onderliggende vorm te bedekken en te kleuren. De dahlia leent zich daar bijzonder goed voor, omdat het een sterke bloem is die goed te kweken is en in een grote rijkdom aan kleuren voorkomt. Lang niet alle dahlia's zijn geschikt voor corsowagens. De geschikte soorten zijn compact en constant van kleur en vallen onder de pompon-, ster- of cactusdahlia's. Veel corsoplaatsen kweken hun dahlia's zelf, op velden bijgehouden door vrijwilligers. Het Bloemencorso Zundert is het grootste dahlia-bloemencorso ter wereld. In Zundert bevinden zich vele hectaren velden met dahlia's die uitsluitend gebruikt worden voor het corso. De grootste dahliacorso's van Nederland zijn, naast die van Zundert, die van Beltrum, Lichtenvoorde, Sint Jansklooster, Valkenswaard en Vollenhove. Bloemencorso Loenhout is het grootste corso van België.

## Afbeeldingen

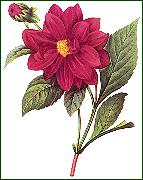
Dahlia-tekening van Pierre-Joseph Redouté
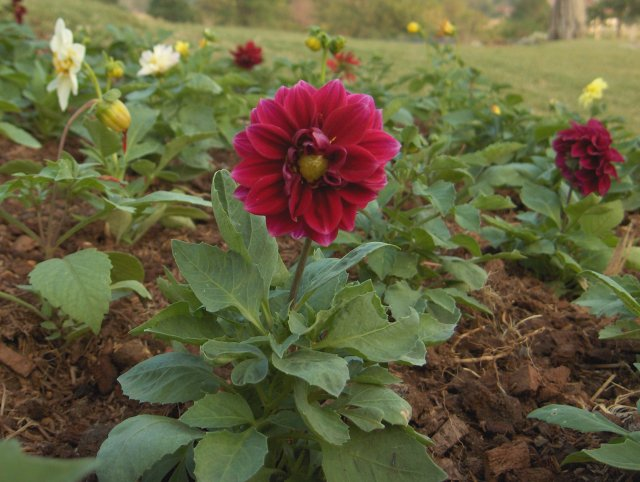
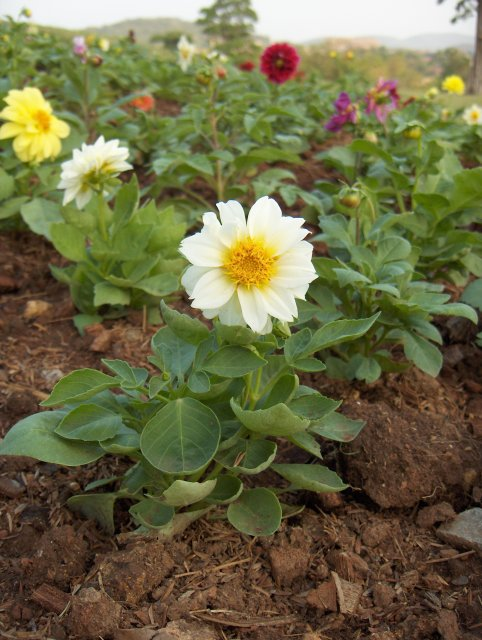
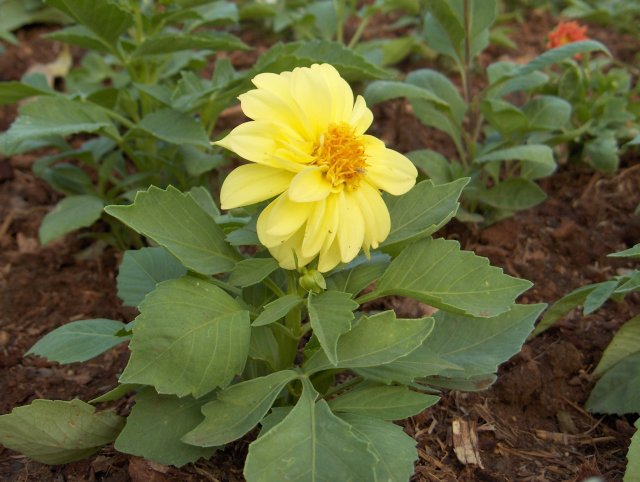
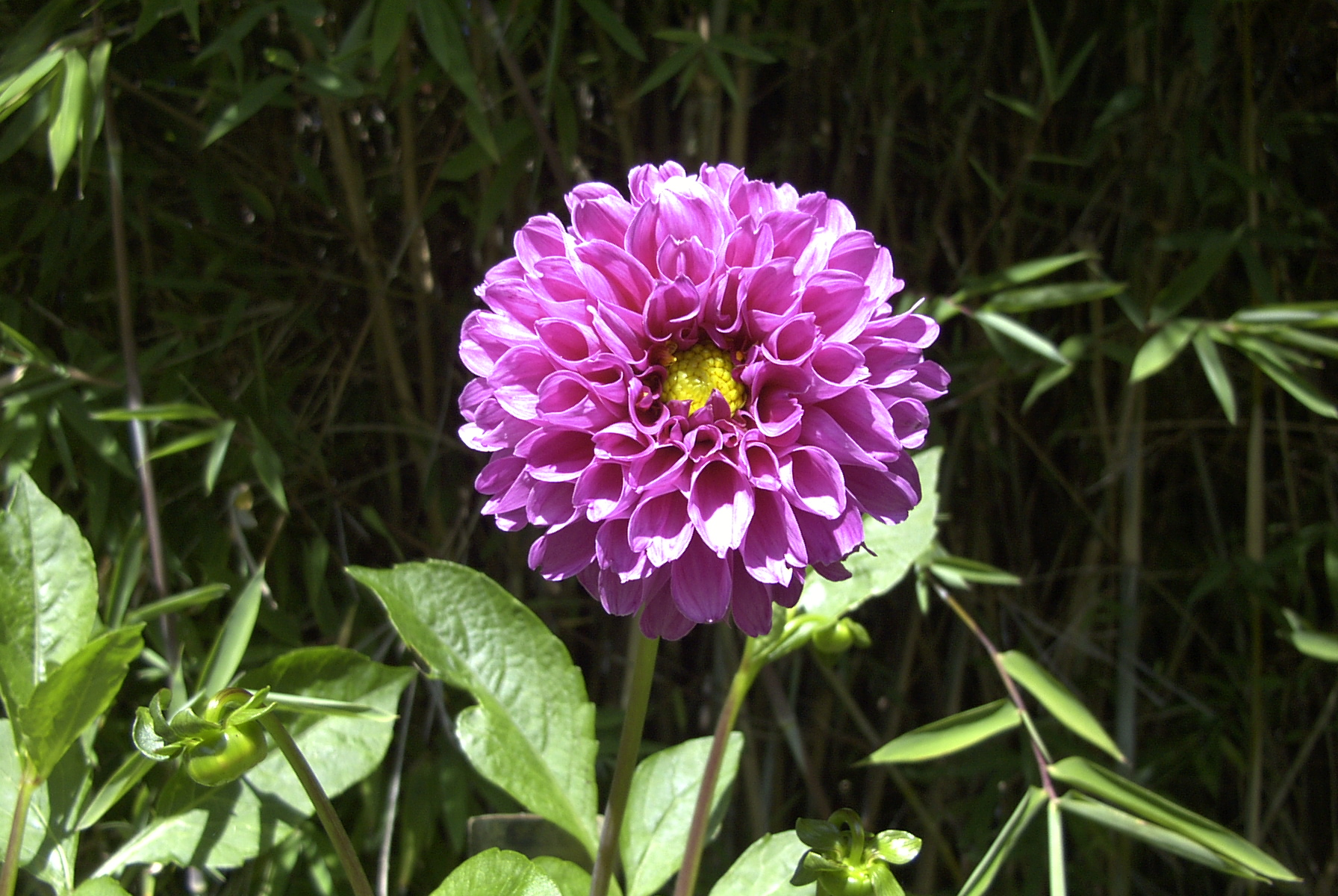
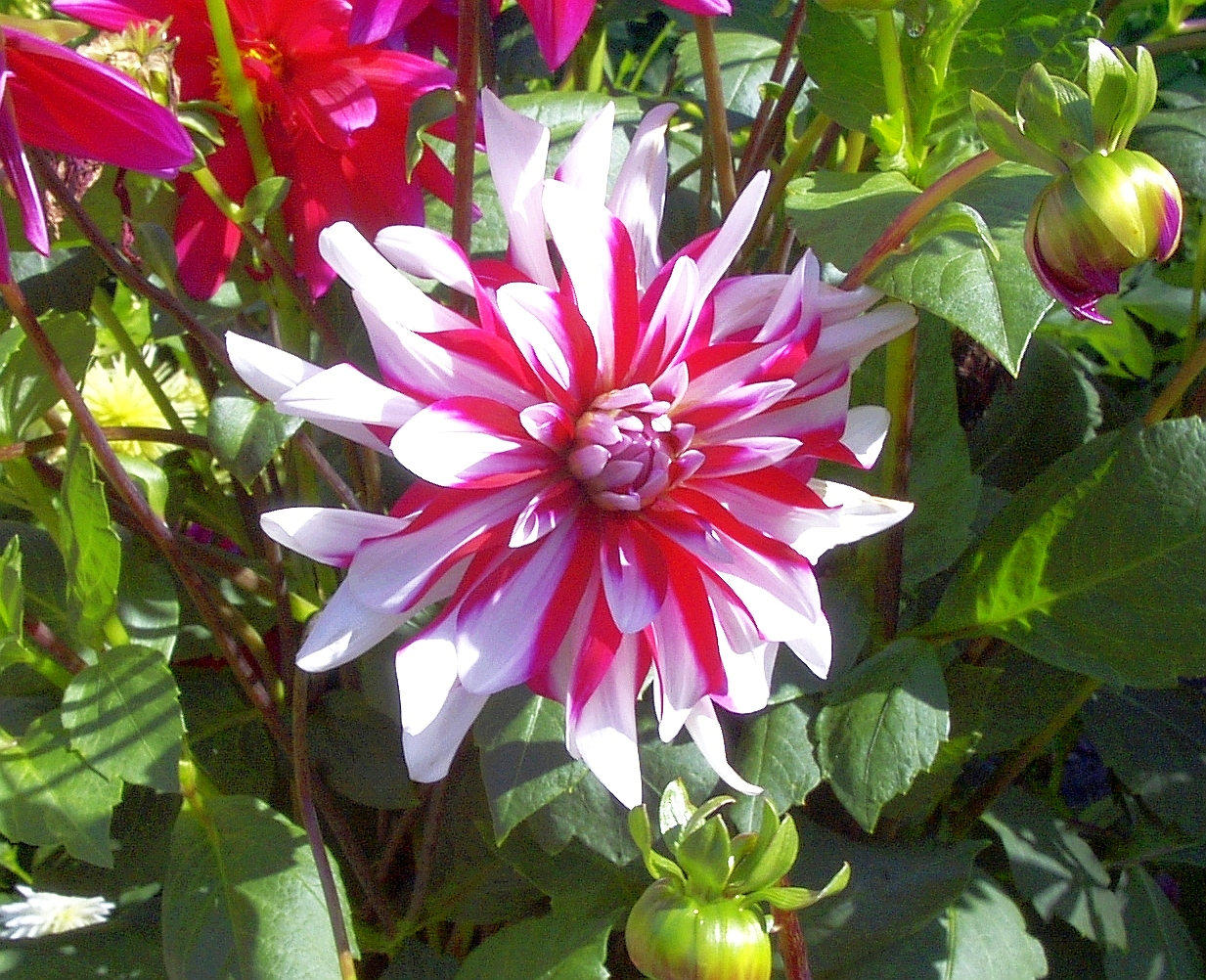
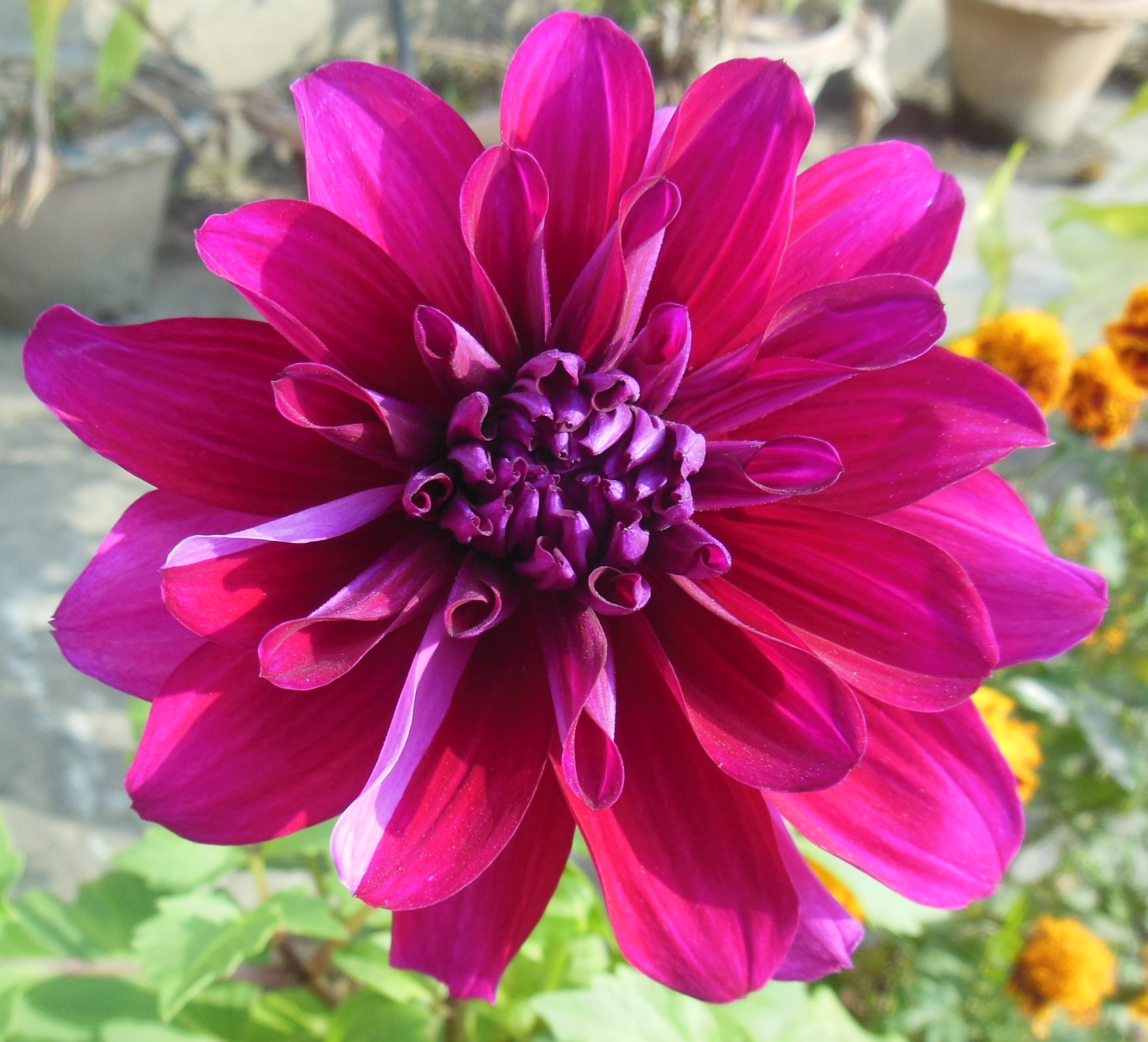
'Woodland Merinda'
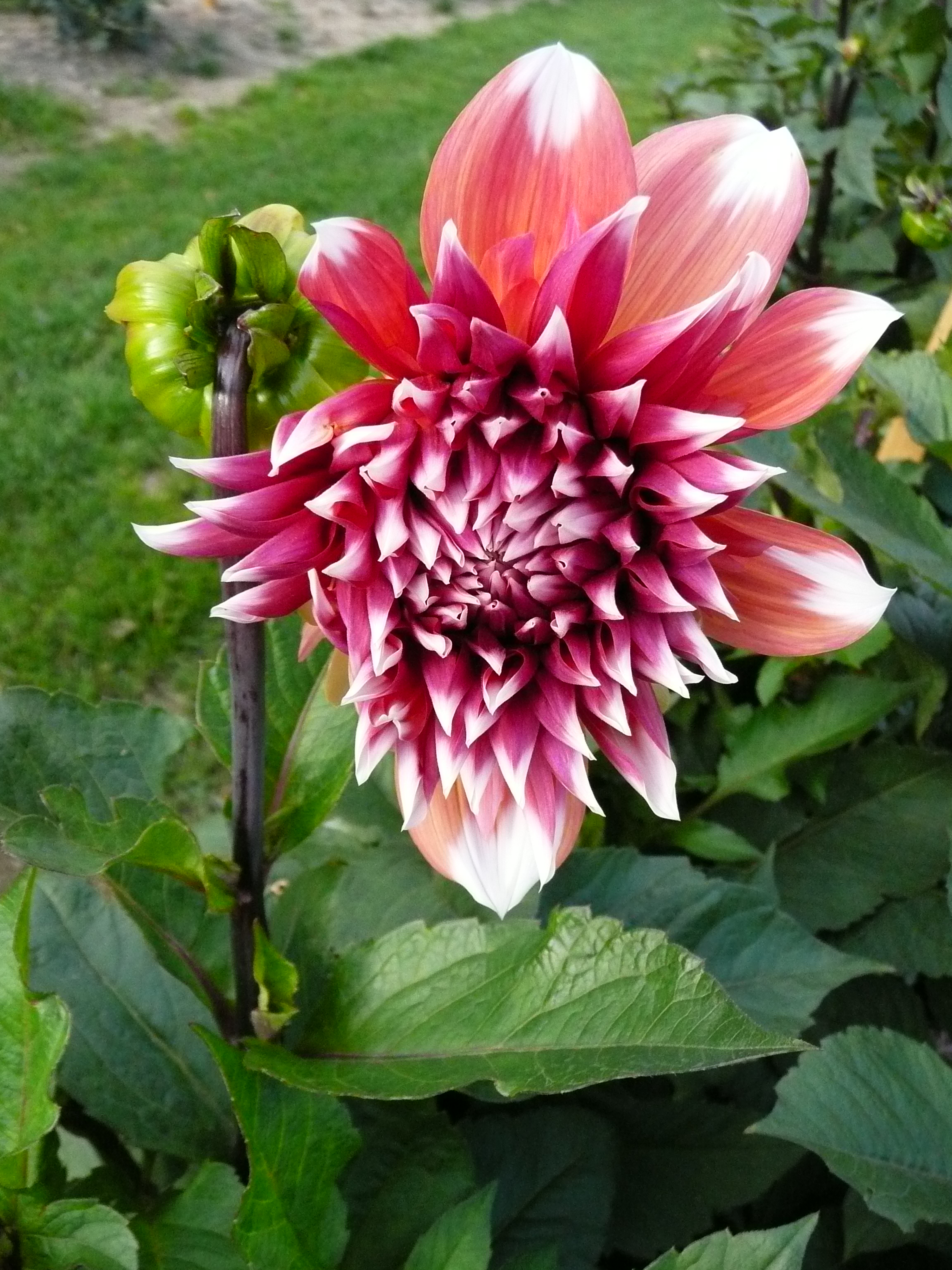
'Holland Festival'